# Resident Evil 2
A Resident Evil 2, Japánban Biohazard 2 címen jelent meg (japánul: バイオハザード2; Hepburn-átírással: Baiohazādo Tsū), egy túlélőhorror videójáték, ami a Resident Evil videójáték-sorozat második részeként jelent meg.  A Capcom fejlesztette, és adta ki eredetileg Sony PlayStationre 1998-ban. A történet két hónappal az előző rész után folytatódik, egy fiktív amerikai kisvárosban, Raccoon City-ben.
A történet középpontjában az Umbrella nevű gyógyszeripari cég áll, ahol számos biokémiai kísérlet és kutatás folyt, többek között hadiipari célokkal is. Egy ilyen kutatás eredménye a T-Vírus ami, az első részben a játéknak teret adó, Spencer kúria alatt megtalálható laboratóriumban került kifejlesztésre. William Birkin az Umbrella vezérigazgatója, a vírust továbbfejlesztve megalkotja a G-Vírust, amely jóval pusztítóbb mint elődje.
A játék bevezető videójában, gázmaszkos zsoldosok támadják meg az Umbrella laboratóriumát, megkísérelve ellopni a vírust. Az rablás alatt egy véletlen során lelövik Birkint, majd távoznak egy a vírussal megpakolt bőrönddel. Birkin utolsó erejével egy, még nála maradt fiola tartalmát, magába injekciózza, így teste mutálódik, ember feletti erőre tesz szert és ösztönös cselekedeteitől vezérelve a rablók után siet, akiket megöl. A vírussal teli bőrönd a ciszterna falain belül maradnak, amelyek tartalmából patkányok lakmároznak. Ez Raccoon City rohamos fertőzését jelenti.
A Resident Evil 2, hűen elődjéhez, nagy hangsúlyt fektet a logikai feladványokra. A bejárható területen teljes egészében a vírustól megfertőzött zombikkal, állatokkal és egyéb teremtényekkel kell szembeszállnia a játékosnak, amelyet különböző lőfegyverek garmadája segít elő. Bár a kiadás idején sem számított akciódúsnak a lassan csoszogó zombikra való tüzelés, a játék producere Shinji Mikami szerint, nem is ez volt a cél, hanem az apokalipszis és a reménytelenség ábrázolása, miszerint a játékos sehol nincs biztonságban. A félelmet a mindenhol jelen lévő ellenséges teremtények okozzák, akik bármilyen váratlan pillanatban megjelenhetnek.
Játéktörténeti mérföldkő volt az az újítás, amelyet bár nem először, de legsikeresebben a Resident Evil 2-ben mutattak be, miszerint egy adott történetet négy különböző nézőpontból lehetett végigjátszani. Két választható főhőst irányíthatunk, név szerint Leon S. Kennedy-t és Claire Redfield-et, aki az előző részben főszerepet játszó Chris Redfield húga. A két hős egy időben érkezik a városba, a vírus terjedésének a tetőfokán. Egy zombitámadás során egy kávézóban találkoznak, ahol megbeszélik, hogy együtt folytatják útjukat a rendőrségig. Leon autójába ülve elindulnak, ám a balesetet szenvednek egy szembejövő kamion miatt, így egy hatalmas robbanás után egy égő teherautó két külön oldalára kerülnek.
A játék készítői az egyszerű átláthatóság kedvéért A és B küldetésnek nevezte el a különböző nézőpontokat. Bármely karakterrel is kezdjük a játékot az lesz A majd azt követi a másik karakter B küldetése. Miután ezzel megvagyunk fordítva is végigjátszhatjuk, azaz ha elsőként Leon-al indulunk útra, akkor a Leon A, majd Claire B, Claire A és végül Leon B küldetését játszhatjuk végig. Bár a küldetésekben a fő irányvonal ugyanaz, rengeteg apróság került változtatásra, például a Claire teljesen más útvonalon jut el a rendőrségtől a gyárépületekig, mint Leon, a történet során a szálak összefonódnak, majd eltávolodnak.

## Játékmenet
Magát a túlélőhorror nevet a Resident Evil hozta létre, annak ellenére, hogy voltak hasonló játékok. Az Alone in the Dark című horrorjáték, bár lassabb de hasonló játékmenetet kínált, rengeteg fejtörővel és nyomasztó ellenfelekkel. Ahogy ott, itt sem az ellenfelek jelentik a fő akadályokat, némely főellenfelet leszámítva, hanem a csavaros logikai feladványok és a nyomasztó kilátástalan hangulat.
A játékos egy fix kameraállású előre renderelt képen látja a háromdimenziós karaktert, aminek széléhez érve átlépünk a következő helyszínre. A hős rendelkezik lőfegyverrel és korlátozott munícióval, amit a játék során több helyen is pótolhatunk. A hősünk teherbírása véges, 8 blokknyi férőhely van képzeletbeli hátizsákunkban. A legtöbb tárgy, néhány speciális fegyveren kívül egy blokkot foglal. A játékban tárolóként ládák funkcionálnak, ami a játék megkönnyítése céljából, össze vannak kötve a tartalmaik. Azaz a játék elején talált láda tartalma meg fog egyezni egy térben teljesen máshol találhatóéval.
Életerő nem mérhető reális skálával, egy EKG csík színén keresztül mérhetjük fel egészségügyi állapotunkat, amely veszélyességi csökkenő sorrendben, zöld (minden rendben), sárga/narancssárga (vigyázat), vörös (veszélyes). Újítás az előző részhez képest, hogy életerőnk kihatással van a mozgásunkra is, minél inkább megviselt állapotban vagyunk annál nehezebb a járás-futás. Egy vörös szinten lévő játékos szinte csak önmagát vonszolva képes haladni. A célzást ez nem befolyásolja.
Egészségünket a játékban sok helyen megtalálható zöld növényekkel és egészségügyi spray-el javíthatjuk. Mérgezés gyógyítására a kék színű növény szolgál. A játékmenetet a producer úgy jellemezte, hogy "Szerezd meg A-t, hogy kinyisd B-t és ezzel elérd C-t". Rengeteg küldetéstárgyat találunk, amelyek mind az előrehaladást szolgálják. Kulcsok, emblémák, kurblik, fogaskerekek és mágneskártyák mind része a hosszú listának, amely nélkül nem sokáig tudunk eljutni. Állásmentésre az előző részhez megszokottan, írógépeknél van lehetőség, Ink Ribbon azaz tintaszalag használatával.

## Fontosabb szereplők
Leon S. Kennedy fiatal rendőr, aki az első munkanapját töltené a Raccoon City rendőrségénél.
Claire Redfield, az előző részből megismert Chris húga. Bátyja rejtélyes eltűnése miatt érkezett a városba.
Ada Wong az Umbrella Corp. egy rivális, meg nem nevezett cégének megbízásából érkezett a városba, hogy ellopja a vírust.
Sherry Birkin, William Birkin lánya. Miután a vírus elszabadul, a káosz során elmenekül. Claire próbál segíteni neki, hogy kijusson a városból.
Brian Irons a rendőrfőnök. Feleségét elveszítette a vírus elszabadulásakor, az irodájába zárkózva várja az elkerülhetetlent.
William Birkin tudós és az Umbrella vezérigazgatója. Miután meglövik és magába fecskendezi a vírust, szörnyszülöttként járja a laboratóriumot.
Anette Birkin, William felesége, Sherry anyja. Szintén az Umbrella egyik tudós alkalmazottja. Próbálja megállítani mutálódott férjét.
Ben Bertolucci egy újságíró, akit a rendőrség alagsorában lévő börtönbe zártak rágalmazásért, egy Umbrella Corporation és Raccoon Police Department összeesküvés ügyén.

## Feloldható tartalmak
Hunk feloldásához, a játékot végig kell vinni az A és B küldetésben, legalább A fokozaton. Hunk egy elit SWAT-os, akinek a csatornából kell kijutnia a felszínre.
Tofu feloldásához, a játékot végig kell vinni az A és B küldetésben legalább A fokozaton, hatszor. Tofu leginkább egy hatalmas jégtömbre hasonlít, ugyanaz a küldetése mint Hunk-nak, de csak kést használhat. Ahogy egészségi állapota romlik úgy változik a színe.
Amennyiben a játék  A küldetését 2 óra és 30 perc alatt teljesíti a játékos legalább B fokozaton, úgy kap egy rakétavetőt végtelen munícióval. A fegyvert a feloldást követő új játékban, a tároló ládákban lehet megtalálni.
A B küldetésben, ha 3 óra alatt, legalább B fokozaton teljesít a játékos, úgy egy gépkarabélyt kap végtelen lőszerrel. Ha 2 óra és 30 perc alatt, legalább B fokozaton úgy megkapja a rakétavetőt, a gépkarabélyt és egy Gatling géppuskát is. Szintén a tárolóládában lehet a feloldást követő új játékban megtalálni.
A játék első teljesítése után artworkok tekinthetők meg a galéria menüpont alatt.
(A feloldható tartalmak és érdekességek, hacsak az másként nincs jelezve, az eredeti PlayStation amerikai kiadásán működnek. Más disztribúciókban eltérőek lehetnek.)

## Érdekességek
Miután a játékot legalább egyszer végigvittük, úgy néhány helyszínen (pl a játék elején a fegyverboltban) Leon shotgunnal a kamerába lőve, "belövi a képernyőt". Golyó ütötte lyukak látszódnak pár másodpercig a monitoron.
Amennyiben a játékot legalább Normal nehézségi fokozaton játsszuk, és a rendőrség épületéig semmilyen tárgyat nem veszünk fel, úgy a rendőrség bejárata előtti aluljáróban megjelenik az első részből ismerős Brad Vickers zombi formában. Ha sikerül végezni vele, egy kulcsot vehetünk el a hullájától, amelyet használva a rendőrség fotólaborjában található szekrényen, új ruhákat, Claire-nek egy új fegyvert, Leonnak pedig egykezes pisztolytartást oldhatunk fel.
A S.T.A.R.S. irodában Albert Wesker asztalát ötvenszer átkutatva, kapunk egy filmtekercset, amit előhívva egy Rebecca Chambersről készült fotó jutalmaz.
A Nintendo 64 és PC portolásban a laboratórium BF4 szobájában egy Hunter (Vadász) hulláját látjuk.
"Arukas" egy üzlet Raccoon Cityben. Visszafelé olvasva, "Sakura", ami egy karakter a szintén Capcom által jegyzett Street Fighter sorozatból.
A játék megjelenése után, évekig terjedt a hír, miszerint ha a játék A és B küldetését, mindkét szereplővel végig kell játszani A fokozaton úgy, hogy csak kést és pisztolyt használhat, majd a hatodik futamkor, a laboratóriumba Akuma névvel bejelentkezni, úgy egy kimenthető állással, egy új játékmód aktiválódik, amelyben a szereplő a Akuma, a szintén Capcom által jegyzett Street Fighter sorozatból. A hír hamisnak bizonyult, ám akkora legendája lett, hogy modderek egy csapata azóta létrehozott egy nem hivatalos foltozást, amelyben valóban Akumát irányíthatja a játékos.
(A feloldható tartalmak és érdekességek, hacsak az másként nincs jelezve, az eredeti PlayStation amerikai kiadásán működnek. Más disztribúciókban eltérőek lehetnek.)